# Andreas Benk
Andreas Benk (* 1957 in Stuttgart) ist ein deutscher römisch-katholischer Theologe und war Hochschullehrer.

## Leben
Benk studierte von 1976 bis 1981 römisch-katholische Theologie und Philosophie an der Universität Tübingen und an der Universität Wien. Von 1981 bis 1984 studierte er Physik an der Universität Tübingen, wo er 1987 in der Katholisch-Theologischen Fakultät mit der Dissertation Skeptische Anthropologie und Ethik. Die philosophische Anthropologie Helmuth Plessners und ihre Bedeutung für die theologische Ethik promoviert wurde. Von 1994 bis 2000 war Benk Studienrat für Katholische Theologie und Religionspädagogik an der Pädagogischen Hochschule Heidelberg. Nach seiner Habilitation 1999 im Fachgebiet Philosophische Grundfragen der Theologie mit der Habilitationsschrift Moderne Physik und Theologie. Voraussetzungen und Perspektiven eines Dialogs nahm Benk 2000/2001 eine Vertretungsprofessur an der Universität Dortmund wahr. Von 2002 bis März 2024 war er Professor für Katholische Theologie/Religionspädagogik am Ökumenischen Institut für Theologie und Religionspädagogik der Pädagogischen Hochschule Schwäbisch Gmünd. Er ist Unterzeichner des Memorandums „Kirche 2011: Ein notwendiger Aufbruch“. Seit 2019 ist Benk Stadtrat und Mitglied der Fraktion „Die Linke“ im Gemeinderat von Schwäbisch Gmünd.
Benk ist verheiratet und hat vier Kinder.

## Theologische Positionen
Andreas Benk beanstandet, dass die jüdische „inklusive und leidempfindsame Botschaft Jesu [...] von Theologie und Kirche von Beginn an verkehrt [wurde] in eine christliche Lehre, für die Exklusivitätsanspruch und Ausgrenzung konstitutiv waren und blieben“. Insbesondere sei christliche Judenfeindlichkeit nicht abtrennbarer Teil einer Entwicklung, die zum rassistischen Antisemitismus geführt habe.
Benk wendet sich gegen den Missbrauch des Naturbegriffs in der traditionellen katholischen Naturrechtslehre, „der erst etwas als natürlich behauptet und weiterhin dieses Natürliche mit dem Gesollten gleichsetzt“. Benk betont, jede Theologie stehe unter dem grundsätzlichen Vorbehalt, dass alle ihre Gottesvorstellungen unangemessen bleiben und darum immer wieder negiert werden müssen. Solche Negative Theologie wird bei Benk zum Leitgedanken, der das „Selbstverständnis der Theologie insgesamt und damit auch alle Disziplinen und alle Themen, mit denen sie sich befasst, [prägt]“.
Benks befreiungstheologisch orientierte Schöpfungstheologie greift Gedanken von Dorothee Sölle auf.

## Schriften
Monographien
- Christentum, Antisemitismus und Schoah. Warum der christliche Glaube sich ändern muss. Matthias Grünewald. Ostfildern 2022, ISBN 978-3-7867-3319-5
- Schöpfung – eine Vision von Gerechtigkeit. Was niemals war, doch möglich ist. Matthias Grünewald. Ostfildern 2016, ISBN 978-3-7867-3096-5
- Gott ist nicht gut und nicht gerecht. Zum Gottesbild der Gegenwart. Patmos. Düsseldorf 2008, ISBN 978-3-491-70417-6; 2. Aufl. 2012, ISBN 978-3-8436-0259-4
- Moderne Physik und Theologie. Voraussetzungen und Perspektiven eines Dialogs. Matthias-Grünewald-Verlag. Mainz 2000, ISBN 3-7867-2275-7
- Skeptische Anthropologie und Ethik. Die philosophische Anthropologie Hemuth Plessners und ihre Bedeutung für die theologische Ethik. Peter Lang. Frankfurt a. M. 1987, ISBN 3-8204-0142-3

Herausgeberschaft
- Globales Lernen. Bildung unter dem Leitbild weltweiter Gerechtigkeit. Matthias-Grünewald-Verlag. Ostfildern 2019, ISBN 978-3-7867-3200-6
- Gesucht: Glaubwürdige Gottesrede. Fundorte vor unserer Haustür (hg. mit Martin Weyer-Menkhoff). Patmos. Ostfildern 2012, ISBN 978-3-8436-0170-2
- Negativität und Orientierung (hg. mit Philipp Thomas). Königshausen & Neumann. Würzburg 2008, ISBN 978-3-8260-3810-5

Artikel und Online-Publikationen (Auswahl)
- Christentum und Antisemitismus – zu lange eine unheilige Allianz, 7. Juli 2024 katholisch.de
- Christentum und Antisemitismus. Judenfeindschaft hat durch alle Jahrhunderte Lehre und Praxis der Kirchen begleitet in: Bibel und Kirche 79 (2024), 62–69
- Das Thema Schöpfung und Menschenrechtsbildung im jüdisch-christlichen Kontext in: Bettina Reichmann/Wolfgang Urbany (Hg.): Jüdische und christliche religiöse Bildung im Dialog. Anstöße für eine menschenrechtliche Zukunft. Ostfildern 2022, 107–119
- La creación como visión de un mundo justo. Relectura de los textos bíblicos de la creación como teología liberación in: Selecciones de Teología, Vol. 61, N° 241 (2022), 23 – 28
- Schöpfung als Vision einer gerechten Welt. Die Relecture biblischer Schöpfungstexte als Befreiungstheologie in: Bibel und Kirche 76 (2021), 2–9
- Schöpfung als Befreiung. Plädoyer für eine visionäre Schöpfungstheologie in: Stefan Voges (Hg.): Christlicher Schöpfungsglaube heute. Spirituelle Oase oder vergessene Verantwortung? Ostfildern 2020, 51–79
- Christsein ohne Berufung und ohne Gewissheit, Vortrag in der Reihe „Last Lectures“ der Evang. Akademie Loccum am 4. November 2020 Manuskript und Podcast
- Ethische Bildung in Zeiten von Globalisierung und Klimawandel, Eröffnungsvortrag bei der Herbsttagung der „Professional School of Education“ der Universität Würzburg am 2. Oktober 2019; Manuskript
- Globales Lernen als Kernaufgabe religiöser Bildung, in: Andreas Benk (Hg.): Globales Lernen. Bildung unter dem Leitbild weltweiter Gerechtigkeit, Ostfildern 2019, 213–224
- „Schöpfung“: trivialisiert, separiert, historisiert und instrumentalisiert – oder eingebunden in den befreienden Horizont biblischer Hoffnung? Kritische Sichtung unterrichtspraktischer Materialien zur Schöpfungsthematik, in: Stefan Altmeyer/Rudolf Englert u. a. (Hg.): Schöpfung (Jahrbuch der Religionspädagogik 34/2018), 229–248
- Art. Negative Theologie, in: Das wissenschaftlich-religionspädagogische Lexikon, 2018
- Wer von Schöpfung spricht, fordert Gerechtigkeit. Schöpfung als religionspädagogisches Schlüsselthema, in: Katechetische Blätter 142 (2017), 48–52
- Christsein ohne Jenseitsglaube. Das eigentliche Thema der Bibel ist nicht Tod und Jenseits, sondern Gerechtigkeit auf Erden, in Publik-Forum 2016, Nr. 13, 34–35
- Schöpfungstheologie als politische Theologie. Plausibilitätsverlust traditionellen Schöpfungsglaubens und Skizze einer Neuorientierung, in: Veit-Jakobus Dieterich/Gerhard Büttner (Hg.): „Weißt du, wieviel Sternlein stehen?“ Eine Kosmologie (nicht nur) für Religionslehrer/innen, Kassel 2014, 104–120
- Theologie- und Kirchenkritik im Religionsunterricht. Kritikfähigkeit als elementarer Bestandteil religiöser Kompetenz, in: Katechetische Blätter 138 (2013), 58–62
- Neue Aktualität Negativer Theologie. Die Unverfügbarkeit Gottes als Leitgedanke der Theologie, in: Theologie der Gegenwart 54 (2011), 117–129
- Menschliches Machwerk. Gottesbilder, Bilderverbot und die Verantwortung des Menschen, in: Zeitzeichen. Evangelische Kommentare zu Religion und Gesellschaft, 2010, Nr. 12 (11. Jg.), 21–24
- Kinderrechte und christliche Werteerziehung. Die UN-Kinderrechtskonvention als Herausforderung für Kitas in kirchlicher Trägerschaft, in: tacheles. Magazin für die Mitglieder des Landesverbandes katholischer Kindertagesstätten, Nr. 41 (September 2010), 8–11
- Anerkennung kirchlicher Verstrickung in die Shoah: Die katholische Kirche trägt Verantwortung für Antijudaismus und seine Folgen, in: Orientierung 73 (2009), 99–103
- Vorsicht mit der Wirklichkeit. Profitiert die Theologie von Relativitätstheorie und Quantenmechanik? In: Getrennte Welten? Der Glaube und die Naturwissenschaften, Herder Korrespondenz Spezial (2008), 36–41
- Es wird der Mensch, wie er sich sieht: Koinzidenzen philosophischer und theologischer Anthropologie, in: Orientierung 72 (2008), 153–159
- Dionysius Areopagita: Negative Theologie im Zwielicht. Das kritische Potenzial Negativer Theologie und seine Verkehrung in den dionysischen Schriften, in: Wissenschaft und Weisheit 71 (2008), 35–59
- Wiederkehrende Missverständnisse im Dialog von Theologie und Naturwissenschaft, in: Jürgen Audretsch/Klaus Nagorni (Hg.): Zwei Seiten der einen Wirklichkeit. Bilanz und Perspektiven des Dialogs zwischen Naturwissenschaft und Theologie, Karlsruhe 2007, 9–31
- Religiöse und interreligiöse Bildung für alle Kinder. Kulturelle und religiöse Vielfalt als Herausforderung – Ergebnisse einer Befragung an Kindertageseinrichtungen in Schwäbisch Gmünd, in: Martin Plieninger/Eva Schumacher: Auf den Anfang kommt es an. Bildung und Erziehung im Kindergarten und im Übergang zur Grundschule, Schwäbisch Gmünd 2007, 57–71
- Physik und Theologie – Grenzen des Verstehens, in: Stimmen der Zeit 222 (2004), 795–806
- Karl Heim und die Relativitätstheorie. Kritische Bemerkungen zu Heims Verhältnisbestimmung von Theologie und modernen Naturwissenschaften, in: Theologie und Philosophie 76 (2001), 31–46
- Neuscholastik und moderne Physik. Ein vergessenes Kapitel im Verhältnis von Theologie und Naturwissenschaften, in: Wissenschaft und Weisheit 64 (2001), 129–153
- Hölle und keine Erlösung: Der Spieler tritt ab. Eine moralpädagogische Erinnerung, in: Religionsunterricht an höheren Schulen 44 (2001), 244–247
- „Für die theologische Lehre sind die theologischen Disziplinen zu zerschlagen“ (Karl Rahner). Plädoyer für die überfällige Reform des Lehramtsstudiums für berufsbildende Schulen, in: rabs. Religionspädagogik an berufsbildenden Schulen 33 (2001, Heft 3), 67–73
- Unterwegs zum Dialog von Theologie und Physik. Eine Zwischenbilanz nach dem ersten Jahrhundert der modernen Physik, in: Theologie der Gegenwart 44 (2001), 282–296
- Rousseau als Religionspädagoge. Ein frühes Stufenmodell religiöser Erziehung im „Émile“, in: Religionspädagogische Beiträge 44 (2000), 85–96
- Asylrecht als Menschenrecht – und die Grenzen kommunitaristischer Argumentation, in: Theologie der Gegenwart 43 (2000), 257–269
- Physik unterwegs zur Metaphysik? Philosophische und theologische Aspekte der modernen Physik, in: Stimmen der Zeit 120 (1995), 663–676